# コロ海
コロ海（コロかい、Koro Sea）は、オセアニアのフィジー国内にある内海。
最深部は2,662mにも達する。カンダブ水路、バトゥイラ海峡、ソモソモ海峡、ナヌク水路、ラケンバ水路などによって外海の太平洋と結ばれている。
.